# Gus Arriola
Pour les articles homonymes, voir Arriola (homonymie).
Gustavo Arriola, dit Gus Arriola (né le 17 juillet 1917 à Florence (Arizona) et mort le 2 février 2008 à Carmel-by-the-Sea) était un auteur de bande dessinée américain d'origine mexicaine. Son œuvre la plus connue est le comic strip ethnique Gordo, qu'il a réalisé de 1941 à 1985. Il n'est pas traduit en français sauf pour 2 publications dans le mensuel québécois LA FERME en juin et septembre 1955.

## Prix
- 1958 : Prix du comic strip de la National Cartoonists Society (NCS) pour Gordo
- 1966 : Prix du comic strip humoristique de la NCS pour Gordo